# Championnat de Namibie de football 2020-2021
Navigation
Édition précédente Édition suivante
La saison 2021 du Championnat de Namibie de football est la vingt-septième édition de la Premier League, le championnat de première division national namibien. La saison précédente a été annulée à la suite des problèmes entre la fédération de Namibie de football (NFA) et la ligue. Cette saison devait être une saison de transition avant un retour à la normale avec un championnat 2021-2022 devant débuter en août 2021 et terminer en juin 2022.

## Déroulement de la saison
Le championnat de transition 2021, doit débuter en avril 2021, un format avec deux poules est présenté avec les équipes de la saison 2018-2019.
Quatre clubs déclinent la participation à ce championnat, Okahandja United, Life Fighters, UNAM FC et African Stars. Les douze clubs restants sont répartis dans deux poules de six. Les équipes se rencontrent une seule fois, les deux premiers de poule se retrouvent dans un mini-championnat appelé Golden league, les 3e et 4e sont dans un championnat nommé Silver league et les deux derniers dans un autre championnat nommé Bronze league.
Le championnat de transition débute le 17 avril 2021, après les cinq journées de la première phase les trois mini-championnats sont constitués. Fin mai 2021, le championnat est arrêté à cause de la pandémie de Covid-19.

## Compétition

### Première phase

#### Poule A
| Rang | Équipe                  | Pts | J | G | N | P | Bp | Bc | Diff |
| ---- | ----------------------- | --- | - | - | - | - | -- | -- | ---- |
| 1    | Mighty Gunners FC       | 10  | 5 | 3 | 1 | 1 | 7  | 2  | +5   |
| 2    | United Africa Tigers FC | 9   | 5 | 2 | 3 | 0 | 7  | 3  | +4   |
| 3    | Tura Magic FC           | 8   | 5 | 2 | 2 | 1 | 9  | 6  | +3   |
| 4    | Black Africa FC         | 6   | 5 | 2 | 0 | 3 | 7  | 6  | +1   |
| 5    | Young African FC        | 5   | 5 | 1 | 2 | 2 | 3  | 5  | -2   |
| 6    | Eleven Arrows FC        | 3   | 5 | 1 | 0 | 4 | 2  | 13 | -11  |

|  | Qualification pour la Golden league |
|  | Qualification pour la Silver league |

#### Poule B
| Rang | Équipe                   | Pts | J | G | N | P  | Bp | Bc | Diff |
| ---- | ------------------------ | --- | - | - | - | -- | -- | -- | ---- |
| 1    | Orlando Pirates Windhoek | 15  | 5 | 5 | 0 | 0  | 15 | 4  | +11  |
| 2    | Young Brazilians FC      | 10  | 5 | 7 | 8 | 13 | 41 | 62 | -21  |
| 3    | Blue Waters FC           | 7   | 5 | 2 | 1 | 2  | 12 | 10 | +2   |
| 4    | Civics FC                | 7   | 5 | 2 | 1 | 2  | 7  | 6  | +1   |
| 5    | Julinho Sporting         | 2   | 5 | 0 | 2 | 3  | 7  | 14 | -7   |
| 6    | Citizens FC              | 1   | 5 | 0 | 1 | 4  | 4  | 12 | -8   |

|  | Qualification pour la Golden league |
|  | Qualification pour la Silver league |

### Deuxième phase
Après deux journées le championnat est définitivement abandonné à cause de la pandémie de Covid-19.